# 4107 Руфіно
4107 Руфіно (4107 Rufino) — астероїд головного поясу, відкритий 7 квітня 1989 року.
Тіссеранів параметр щодо Юпітера — 3,345.